# 皱边喉毛花
皱边喉毛花（学名：Comastoma polycladum）为龙胆科喉毛花属下的一个种。

## 扩展阅读
維基物種上的相關：皱边喉毛花